# Begonia fabulosa
Espèce
Synonymes
- Begonia reniformis Vell.[1]

Begonia fabulosa est une espèce de plantes de la famille des Begoniaceae.
Elle a été décrite en 1983 par Lyman Bradford Smith (1904-1997) et Dieter Carl Wasshausen (1938-…).

## Répartition géographique
Cette espèce est originaire du pays suivant : Brésil.